# Idaea methaemaria
Idaea methaemaria är en fjärilsart som beskrevs av George Francis Hampson 1903. Idaea methaemaria ingår i släktet Idaea och familjen mätare. Inga underarter finns listade i Catalogue of Life.